# チビ虫マービンは天才画家!
チビ虫マービンは天才画家!（ちびむしまあびんはてんさいがか）は、原作：エリース・ブローチ、作画：ケリー・マーフィー、訳：伊藤菜摘子による児童文学作品。2009年は英語版がThe E.B. White Read Aloud Award賞を受賞。

## 作品解説
天才的な絵を描く小さな虫マービンと、少年ジェームズの秘密の友情。ニューヨークを舞台に絵画泥棒の犯人捜しに協力する冒険物語。